# آرتاباز (خاراسن)

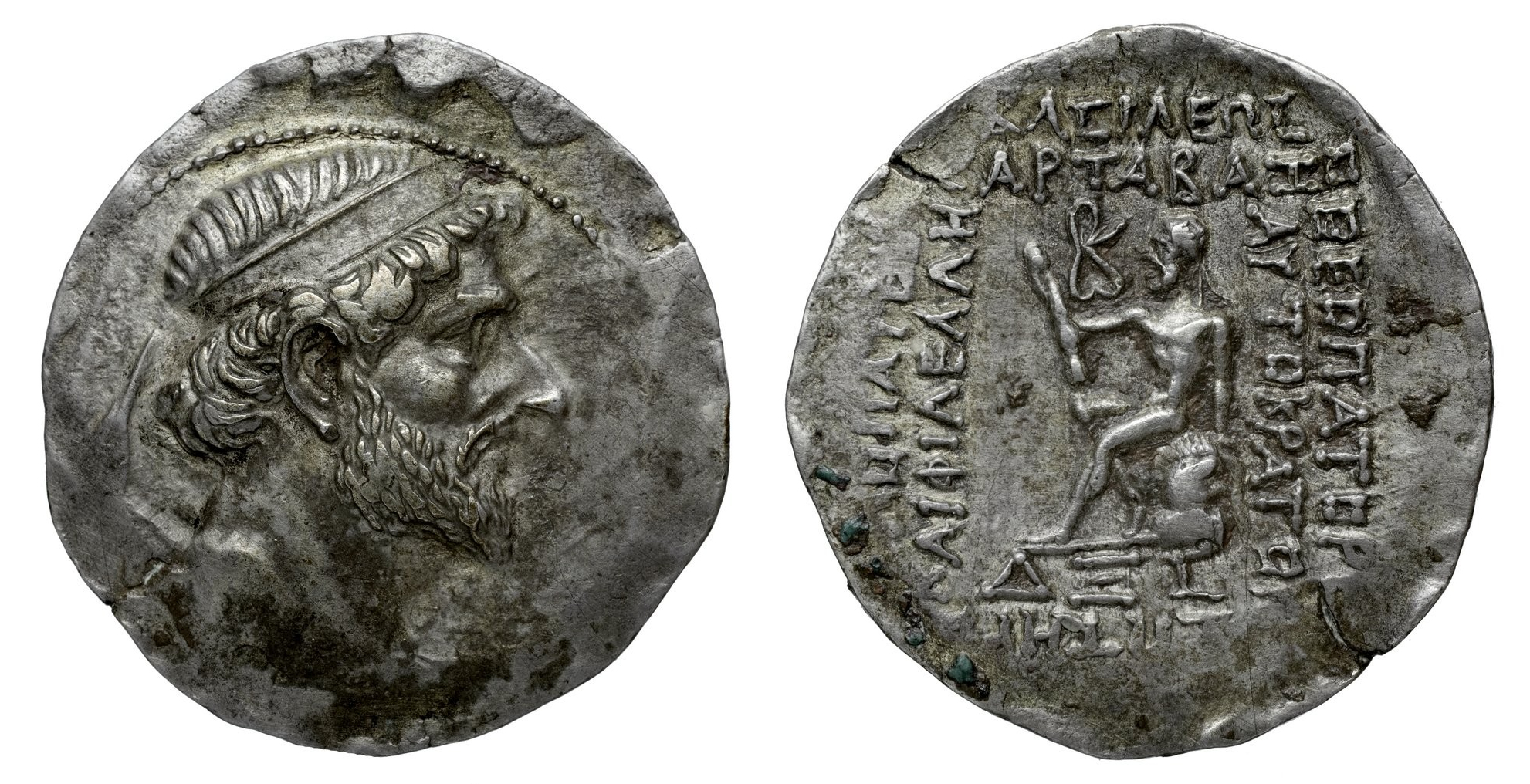
سکه آرتاباز خاراسن

آرتاباز خاراسن، از ۴۷–۴۸ پ. م پادشاه خاراسن، از حکومت‌های دست‌نشانده اشکانیان بود.

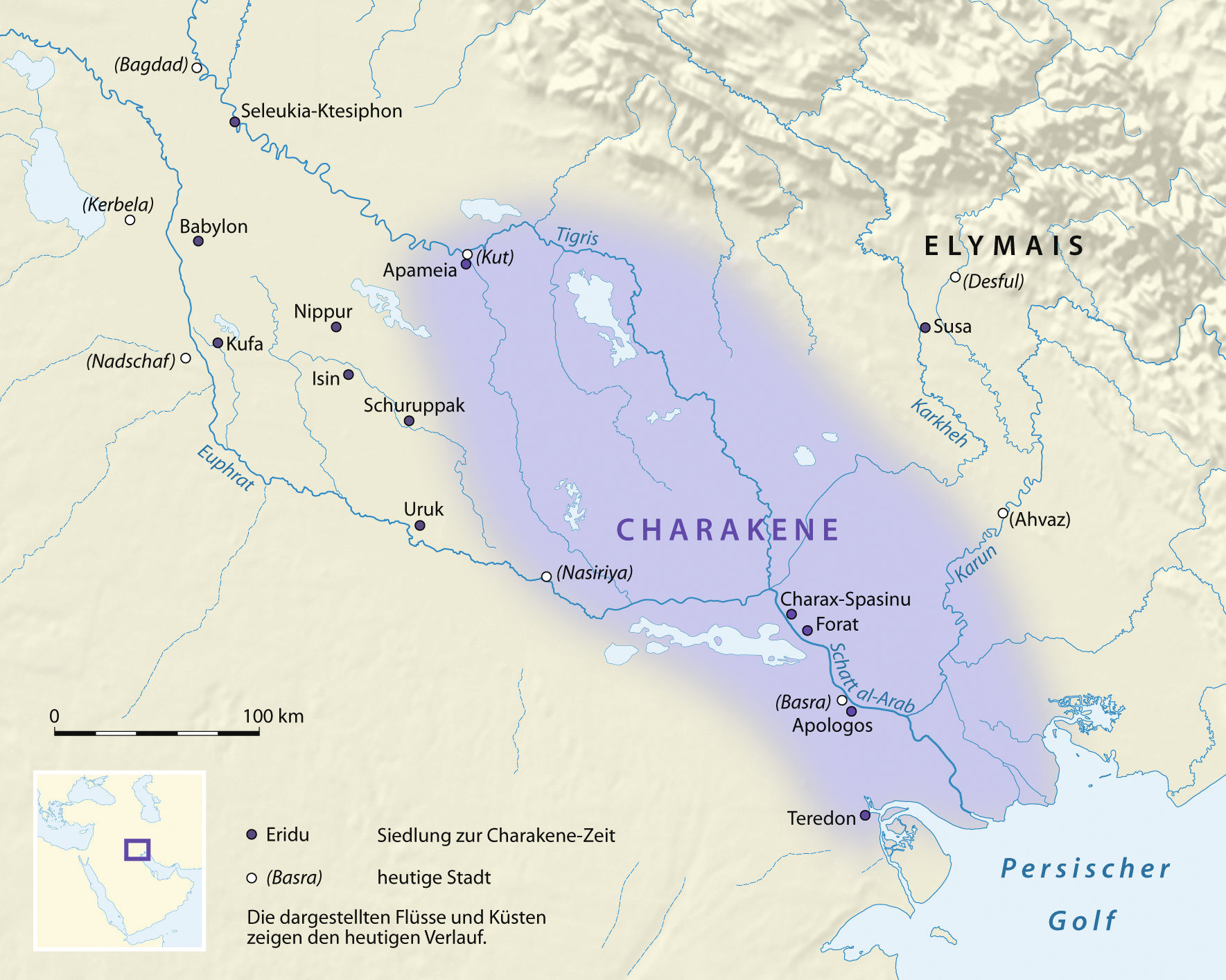
نقشه Characene.

مانند بسیاری از پادشاهان خاراسن، او فقط از منابع سکه‌شناسی شناخته شده‌است،

یک تترادراخما منحصر به فرد، به تاریخ DXS (۴۸–۴۷ پ. م) و در پشت آن یک نوشته یونانی قرار گرفته و این متن را به نمایش می‌گذارد. 

basileōs artabazo theopatoros aytokratoros sōtēros philopatoros kai philellēnos شاه آرتاباز، از تبار الهی، فرمانروای خود، نجات دهنده، که پدرش و یونانیان را دوست دارد.
 چینش مربع این لقب که در اطراف هراکلس یونانی قرار گرفته‌است، از سبک مرسوم ضرب سکه معاصر اشکانی کپی شده‌است.
نام او یونانی شد، زیرا مانند سلفش، سکه او را به عنوان Soter (ناجی) توصیف می‌کرد.
لوسیان نیز از او یاد کرده‌است. به گفته وی هنگام به قدرت رسیدن او ۸۶ ساله بود.